# Euphorbia venenifica

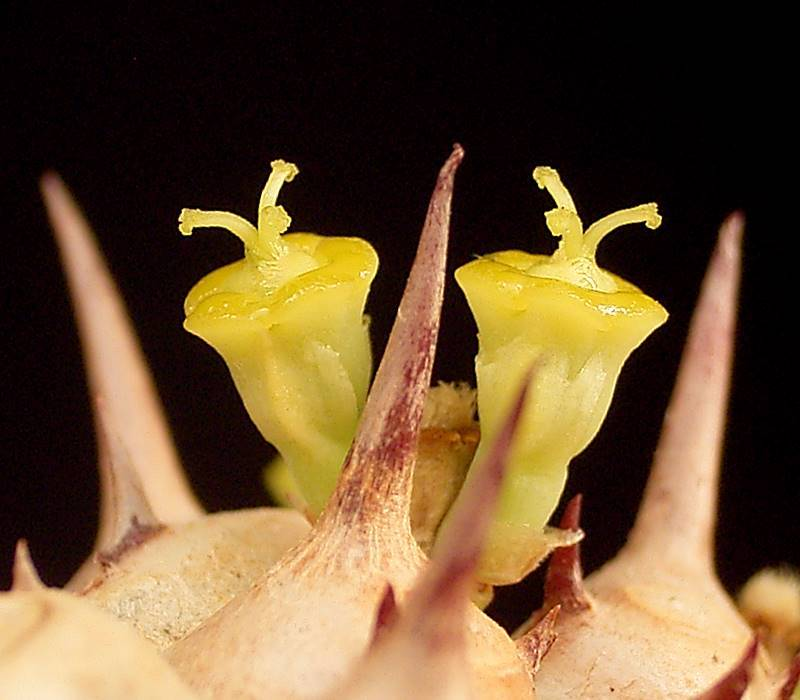
Blütendetail

Euphorbia venenifica ist eine Pflanzenart aus der Gattung Wolfsmilch (Euphorbia) in der Familie der Wolfsmilchgewächse (Euphorbiaceae). Das Artepitheton venenifica stammt aus dem Lateinischen und  bedeutet ‚giftig‘.

## Beschreibung
Die sukkulente Euphorbia venenifica bildet wenig verzweigte Sträucher von 2 bis 5 Meter Höhe aus. Die stielrunden Triebe werden bis 3,5 Zentimeter im Durchmesser groß und sind blass grau gefärbt. Die etwa kreisrunden Dornschildchen werden 6 bis 8 Millimeter im Durchmesser groß und stehen etwa 1 Zentimeter auseinander in zirka 8 Spiralreihen. Die sich verjüngenden Dornen werden etwa 12 Millimeter lang und verkümmern schnell. Es werden sehr kleine Nebenblattdornen ausgebildet. Die an der Spitze der Triebe dicht stehenden, fleischigen Blätter sind lanzettlich bis verkehrt eiförmig und sitzend. Sie werden 4 bis 22 Zentimeter lang und 1 bis 4 Zentimeter breit. Die ganzrandigen Blätter bilden eine spitze bis gestutzte Spitze aus. An jüngeren Trieben verbleiben die Blätter längere Zeit.
Der Blütenstand besteht aus einzelnen Cymen die ein- bis zweifach gegabelt sind. Die Blütenstandstiele werden etwa 7 Millimeter lang. Die Cyathien werden etwa 5 Millimeter im Durchmesser groß. Die länglichen Nektardrüsen berühren sich und sind gelblich gefärbt. Die eindeutig gelappte Frucht wird etwa 4 Millimeter breit und 5 Millimeter lang. Der nahezu kugelförmige Samen ist glatt und erreicht 2,5 Millimeter im Durchmesser.

## Verbreitung und Systematik
Euphorbia venenifica ist im Süden vom Sudan, in Nord-Uganda, im Südwesten von Äthiopien und in Zaire auf steinigen Hängen, in trockenem mit Wald bedecktem Grasland in Höhenlagen von etwa 1200 Metern verbreitet.
Die Erstbeschreibung der Art erfolgte 1857 durch Theodor Kotschy.